# Hunfryt
Hunfryt z Winchesteru (Hunfrithur. w VII wieku; zm. w VIII wieku) – średniowieczny biskup Winchesteru.
Niewiele wiadomo o biskupie Hunfrithu. Znana jest jedynie data jego konsekrowania - 744 rok, zaraz po rezygnacji biskupa Daniela, który całkowicie stracił wzrok. Wiadomo również, że zmarł między 749 a 754 rokiem.
Po jego śmierci diecezja Winchester przez krótki okres nie miała biskupa, aż mianowano na to stanowisko biskupa Cyneharda.